# Jérémy Petiqueux
Jérémy Petiqueux, dit Jérémy, né le 26 octobre 1984 à Tournai (province de Hainaut), est un auteur de bande dessinée belge.

## Biographie
Jérémy Petiqueux naît le 26 octobre 1984 à Tournai,.
Enfant, Jérémy Petiqueux lit les albums de la bibliothèque de Taintignies ou ceux des collections de sa grand-mère. Jérémy suit une formation artistique à l'Académie des beaux-arts de Tournai pendant cinq ans, puis un an et demi dans le même établissement, mais en dans la section supérieure spécialisée en bande dessinée.
Âgé de 17 ans, Jérémy Petiqueux fait la rencontre de Philippe Delaby dont l'épouse, institutrice, est une collègue de sa mère, il lui présente son travail, alors de style manga. Par la suite, tout en étant inscrit aux cours de l'atelier BD à l'Académie des beaux-arts de Tournai, il continue à rencontrer Philippe Delaby régulièrement ; ce dernier propose à Jérémy de collaborer pour la mise en couleur de l'album Moriganes, de la série Complainte des landes perdues en 2004, puis tout seul celle de La Déesse noire de la série Murena en 2005. Jérémy met fin à ses études et se consacre à la mise en couleur de bande dessinée,.
Il réalise ainsi les couleurs de la série Murena de l'album 5 à l'album 8 et de la série Complainte des landes perdues pour les albums 5 et 6. Le jeune Rumois apprend parallèlement son métier de dessinateur et Jean Dufaux, scénariste de Murena et de Complainte des landes perdues, lui offre la possibilité de réaliser sa première bande dessinée avec Barracuda, une série mettant en scène trois pirates adolescents, qui compte six tomes publiés entre 2010 et 2016. Le 21 mars 2011, il est fait citoyen d'honneur de Taintignies où il demeure. Au décès de Philippe Delaby en 2014, il accepte de dessiner les 21 planches restantes afin d'achever le tome 8 de Complainte des landes perdues.
En 2017, il commence une nouvelle série écrite par Alejandro Jodorowsky, Les Chevaliers d'Héliopolis, quatre tomes paraissent jusqu'en 2020 chez Glénat. En 2018, il publie un one shot fantastique Layla - Conte des marais écarlates aux éditions Dargaud dont il écrit le scénario pour le dessinateur Mika. En octobre 2021, il réalise seul L'Amazone le premier tome du diptyque d'heroic fantasy Vesper chez Dargaud dont l'héroïne porte les boucles d'oreille dessinées par sa fille, le second tome L'Archimériste est publié en août 2022. Concomitamment, il lance le jeu Vesper Ether Saga Episode 1 disponible sur PC et sur Steam, Jérémy, adepte du jeu de rôle Final Fantasy, crée un univers cohérent qui permet d’élargir la lecture. Ce même mois, sort en salles le film Vesper Chronicles des réalisateurs Kristina Buozyte et Bruno Samper,. En 2024, il clôt la saga Vesper avec le quatrième tome intitulé : Valse éternelle.
Jérémy avoue être fan de mangas et de comics mais que sa rencontre avec Philippe Delaby est déterminante.
Selon Henri Filippini, Jérémy Petiqueux est devenu en quelques années l’un des meilleurs dessinateurs de sa génération.

## Réception

### Prix et distinctions
- 2006 :  prix « pinceau d’or » au festival BD de Vaison-la-Romaine, récompensant la mise en couleur du t. 5 de Murena[21],[22] ;
- 2009 :  prix mise en couleur, décerné par le Festival international de la bande dessinée de Chambéry[23] pour La Complainte des landes perdues t. 6 ;
- 2012 :  prix Rookie au Festival de bande dessinée de Middelkerke à Middelkerke pour Barracuda[24] ;
- 2018 :  prix Éléphant d'or au festival international de la bande dessinée de Chambéry pour Albedo, l'œuvre au blanc[25].

## Œuvres en bande dessinée

### Para-BD
À l'occasion, Jérémy Petiqueux réalise des ex-libris, cartes, timbres, affiches et carnets de croquis.

#### Livres
: document utilisé comme source pour la rédaction de cet article.
- Philippe Mellot, Michel Denni, Laurent Turpin et Isabelle Morzadec, Trésors de la bande dessinée : BDM 2021-2022 - Catalogue encyclopédique et Argus, Paris, Les Arènes, novembre 2020, 22e éd., 1700 p., ill. ; 23 cm (ISBN 9791037502582, OCLC 1240308146, présentation en ligne), p. 111, 240, 645. .

#### Périodiques
- Jean Dufaux et Jérémy, « Making of. Barracuda, cap sur l'aventure ! (1/3) », dBD, no 47,‎ octobre 2010, p. 26-28.
- Jean Dufaux et Jérémy, « Making of. Barracuda, cap sur l'aventure ! (2/3) », dBD, no 48,‎ novembre 2010, p. 50-53.
- Jean Dufaux et Jérémy, « Making of. Barracuda, cap sur l'aventure ! (3/3) », dBD, no 49,‎ décembre 2010 - janvier 2011, p. 22-24.
- Jean Dufaux (int.) et Frédéric Bosser, « Jean Dufaux, 2x3 fait bien 6 », dBD, no 48,‎ novembre 2010, p. 20-29.
- Henri Filippini, « Au temps des pirates... », dBD, no 48,‎ novembre 2010, p. 72
- Jérémy (interviewé par Laurence Le Saux), « Jérémy embarque avec Jean Dufaux sur le Barracuda », BoDoï,‎ 13 décembre 2010 (lire en ligne, consulté le 17 octobre 2022).
- Jérémy (interviewé par Jean-Philippe Renoux), « Les cicatrices du Barracuda », Zoo le Mag, no 35,‎ octobre-novembre 2011, p. 20
- Jérémy (interviewé par Emmanuel Lafrogne), « Jérémy : "J’aime avant tout les personnages" », Tout en BD,‎ 17 décembre 2011 (lire en ligne, consulté le 17 octobre 2022).
- Jérémy (interviewé par Frédéric Bosser), « L'interview de Jérémy, pour Barracuda tome 4 », L'Immanquable, no 33,‎ 1er octobre 2013.

#### Articles
- Pascal Lepoutte, « Barracuda, la belle prise de Jérémy », L'Avenir,‎ 13 août 2012 (lire en ligne, consulté le 17 octobre 2022)
- Jérémy Petiqueux (interviewé) et La rédaction, « « J'ai appris la BD à l'école du terrain » - Le dessinateur belge Jérémy Petiqueux est l'invité du 17e festival de bande dessinée ce week-end à Montreuil-Bellay », Le Courrier de l'Ouest,‎ 20 mai 2016.
- Jérémy Petiqueux (interviewé) et Hubert Leclercq, « Alchimie créatrice », La Dernière Heure,‎ 10 juin 2017.
- Jérémy Petiqueux (interviewé) et Laurent Mathieu, « Le voyage initiatique de Jérémy », Paris Normandie,‎ 14 octobre 2018.

### Émissions de télévision
- Jérémy finira la dernière BD de Delaby sur Notélé, intervenants : Philippe Delaby et Jérémy Petiqueux (3 min 13 s), 25 mars 2014.
- Rencontre avec Jérémy-Jodorowsky sur Notélé, intervenants : Jérémy Petiqueux et Alejandro Jodorowsky (1 min 36 s), 20 mai 2017.
- En chantier ! Jeremy Petiqueux sur Notélé, intervenant : Jérémy Petiqueux (6 min 46 s), 24 septembre 2021.
- Jérémy poursuit la saga de "Vesper" et la décline en jeu vidéo sur Notélé, intervenant : Jérémy Petiqueux (3 min 47 s), 23 septembre 2022.

### Podcasts
- Vesper, la BD fantasy de la rentrée ! - Jérémy #05 sur podcast.ausha.co, intervenant : Jérémy Petiqueux (53 minutes), 28 septembre 2022.

### Vidéographie
- [vidéo] « Derrière le masque ... Jérémy (Vesper) », sur YouTube, 15 octobre 2021